# Vela (Trento)
Vela è una frazione della città di Trento, nella provincia autonoma di Trento.
Assieme a Cristo Re, Spalliera, Piedicastello e Solteri - Centochiavi forma la circoscrizione amministrativa numero 12 del comune di Trento.

## Geografia fisica
La frazione dista circa due chilometri del centro città e sorge subito a nord del Doss Trento.

## Storia

### Preistoria

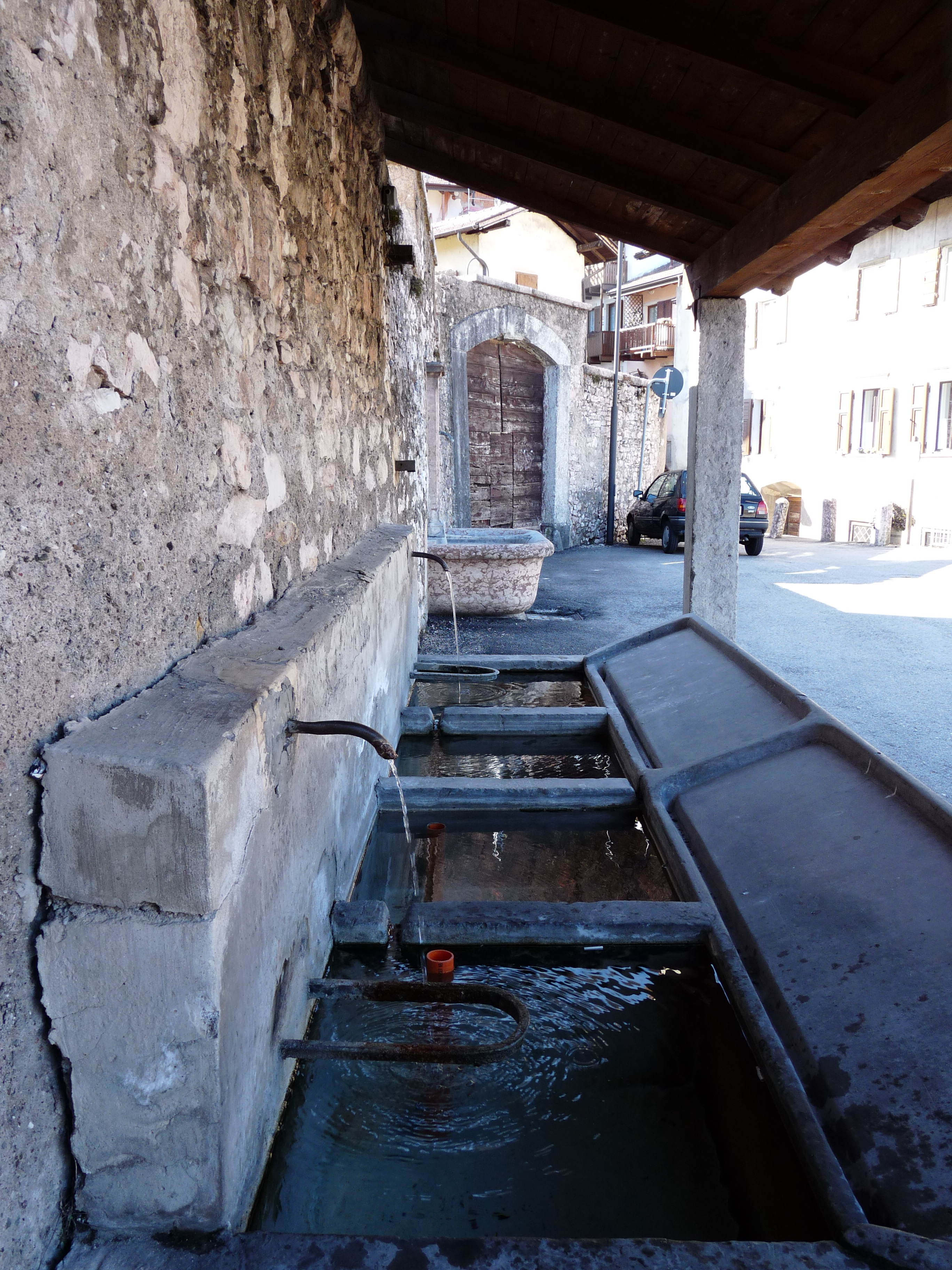
Antica vasca per la lavatura dei panni

Presso Vela si è ritrovato un luogo storico, uno dei simboli per la preistoria nella Alpi. Si sono infatti ritrovati in uno stato di eccezionale conservazione un complesso di culto e funerario databile alla tarda età del rame (ultimi secoli del III millennio a.C.). Inoltre sono anche stati ritrovati oggetti riguardanti il Neolitico ovvero alla prima metà del V millennio a.C.. L'intera zona è interessata da un centro abitato e da una necropoli da dove sono state estratte attualmente circa 15 sepolture. L'area archeologica si trova lungo il conoide alluvionale del torrente Vela, quasi in prossimità della sua confluenza con l'Adige.
In un'indagine del 2003, si inizia a pensare ad una terza fase data la presenza di tracce di accampamenti conducibili al Mesolitico antico ovvero nella seconda metà dell'VIII millennio a.C..
L'intera area coprente circa 10.000 metri quadrati è sottoposta a vincolo diretto di tutela archeologica.

### Ottocento
Esisteva una fabbrica di carta dove adesso c'è la forra del torrente Vela, ivi posizionata per sfruttare l'acqua del torrente.
Nella chiesa di Vela vi è un ricordo di questa fabbrica, perché in ogni banco vi è una targhetta in ottone che ricorda chi ha donato quel banco, e in una di queste è presente l'incisione "fabbricanti di carta 1844".
Il coro della parrocchia è stato fondato proprio dai lavoratori della carta.

### Giorni nostri
Dopo la destinazione di parte della caserma "Damiano Chiesa" a sud di Trento come "residenza Ferisna", anche a Vela ha aperto una seconda residenza "Adige" per ospitare un nuovo gruppo di immigrati provenienti dal Nord Africa.

## Monumenti e luoghi d'interesse

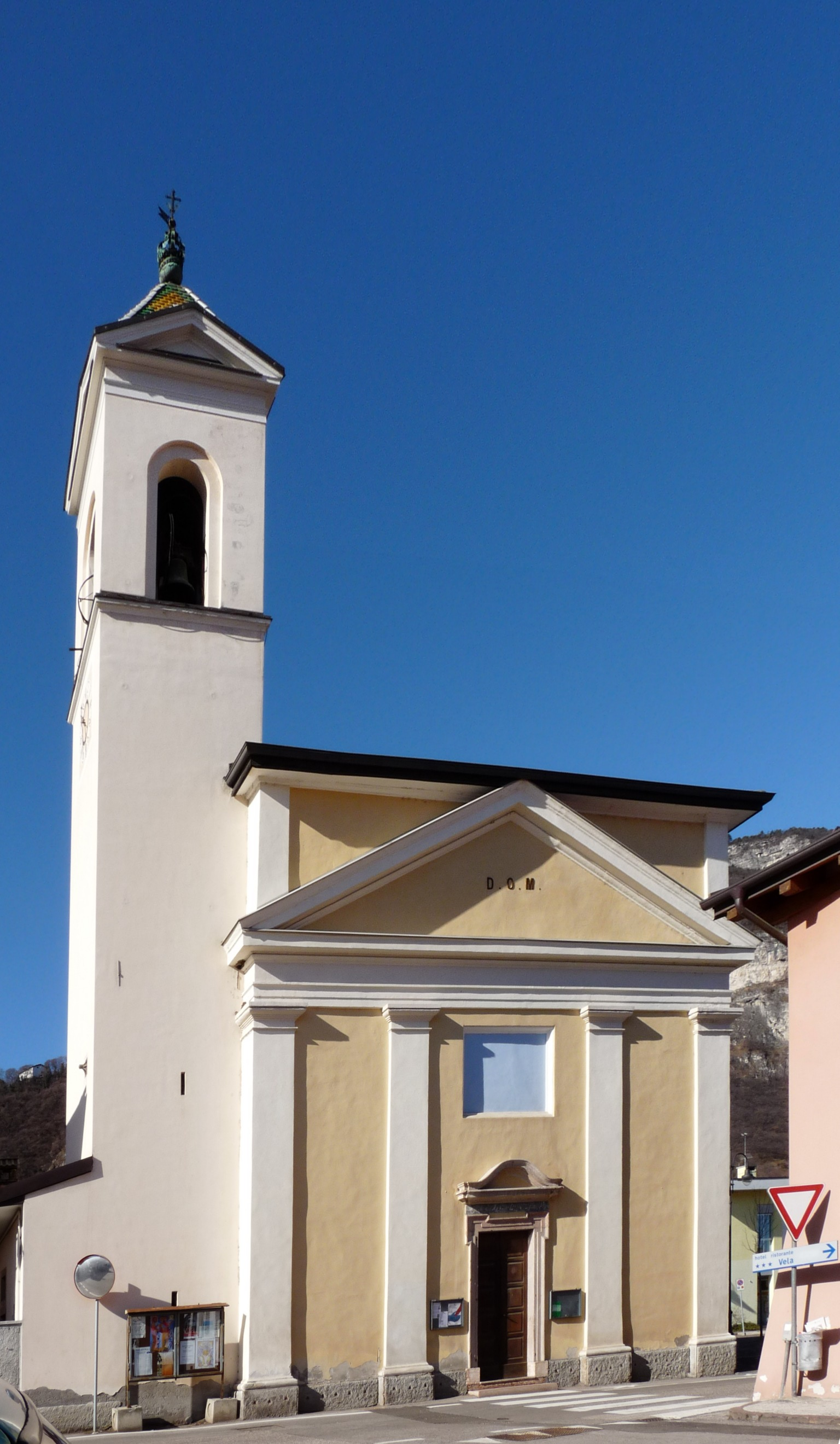
La chiesa di Vela

### Architetture religiose
- Chiesa dei Santi Cosma e Damiano. Eretta nel 1759 da G.B. Sardagna di Hochenstein, e riedificata nel 1838; il campanile invece è del 1844. Qui Eugenio Prati dipinse una pala dei S.S. Cosma e Damiano nel 1894.[6]
- Cimitero di Vela, con una superficie pari a 816 m².[7]

### Architetture militari
Nonostante non faccia strettamente parte di questa frazione, ma in località Cadine, la tagliata stradale Bus de Vela è uno dei forti austro-ungarici facente parte della Fortezza di Trento (Festung Trient). Il forte si trova in località Cadine ed appartiene al grande sistema di fortificazioni austriache al confine italiano.

## Sport

### Falesie naturali
A Vela si trova una tra le più antiche falesie cittadine, un po' per la vicinanza alla cittadina ma anche per l'evidenza delle vie d'arrampicata percorribili mentre alcune vie superano tetti e strapiombi. La roccia è un calcare bianco molto lavorato.
Le vie sono di tipo sportivo e vanno dal 5b al 8a. La falesia è divisa in 2 settori.